# Jeppe Aakjær
Jeppe Aakjær, vlastním jménem Jeppe Jensen (10. září 1866 – 22. dubna 1930, Jenle) byl dánský prozaik a básník, autor sociálně laděných románů a povídek. Mnohé jeho básně byly zhudebněné a zlidověly. V románech (zejm. Vredens born; Děti hněvu) líčí život venkovské chudiny, v poezii (zejm. Rugens Sange; Písně žita) vyznává lásku rodnému kraji.

## Dílo
- Děti hněvu (orig. Vredens born, 1904) - román
- Písně žita (orig. Rugens Sange, 1905) - sbírka básní